# Северная Албания
Се́верная Алба́ния (серб. Северна Албанија) — в русской и сербской традиции XIX века термин, обозначающий северные этнические границы албанского расселения.
В современных государственных границах включала в себя:
— северные районы Республики Албания;
— восточные районы Республики Черногория (вплоть до Подгорицы и Бара);
— западные и северо-западные районы Северной Македонии;
— Метохию и частично Косово.
Большая часть этнической Северной Албании пересекается с предполагаемой исторической территорией Старой Сербии. В этой связи вплоть до 1870-х гг. в официальных документах российского МИД этот регион обозначался под двойным названием «Старая Сербия (Северная Албания)».